# Ilku János
 Ilku János  (Pestszentimre, 1946.) magyar fotóművész

## Élete
Ilku János fotóművész fekete-fehér képei tényfeltáró, szociografikus jellegűek, de színes fényképein pedig a szín és formavilág van középpontban. Elsősorban a montázs lehetőségei érdeklik, jellemző munkáira a lefényképezett valóság utólagos átalakítása.
Tagja a Magyar Fotóművészek Szövetségenek 1981. óta,  és a Magyar Alkotóművészek Országos Egyesületenek is tagja, 1984-ben pedig a Műemléki Társaság ösztöndíjasa Quedlinburgban. Hazai és nemzetközi kiállításokon díjakat kapott.
1993-tól a Hortobágyi Nemzetközi Művésztelepnek a tagja. Életművének nagyobb részét a Hortobágy (tájegység)on és környékén készített képek sora teszi ki. Fekete-fehér képein határozott tényfeltáró, szociografikus szemlélet uralkodik, de színes és színezett fényképein a szín- és formavilág fontosabbá válik a szociális töltésnél. 

„Ilku János téli táján hiába keresünk malomkereket, mert az nincs a Hortobágyon, de a fehér csönd, a fehér csattogás némi lombbal, ággal, növényzúzalékkal alliterál Babits és Shelley költői látomásával. Barna pöttyök a nyomjelek, még nem jelzik a tavaszt, de a csönd jelenítése – itt is fehérrel – páratlan. Képsorán gyönyörű, ritka hordalékok jelennek meg. Folytatja a világ fölfedezését, amely még ma is, a harmadik évezred elején tele van titkokkal, a szépség kimeríthetetlen bőségével. Kis tárgyi rakományok telítődnek lélekkel, egy növénytors is a Mindenség sejtje, ahogy Blake írta:
"Homokszemben világokat,
Örökkévalóságot egy órán".”

– Losonci Miklós, ILKU JÁNOS FOTÓCIKLUSA
Hortobágy-szimfónia

## Egyéni kiállítások
- 1975 • Nehézipari Minisztérium, Budapest
- 1977 • Beloiannisz Híradástechnikai Gyár, Budapest
- 1978 • Találkozás egy tanyával, Balmazújváros • Pataky István Művelődési Központ, Budapest • Ferencvárosi Dolgozók Művelődési Ház, Budapest • KISZ Vezetőképző Tábor, Tata • Madách Imre Művelődési Központ, Vác • Ady Endre Általános Iskola, Budapest • Gödöllői Galéria, Gödöllő
- 1983 • Ferihegyi Repülőtér, Budapest • Kunsthoken Kleine Galerie, Quedlingburg (NDK) • Kurt Dilge Haus, Friedrichsbrunn • Kontakte Fotogalerie, Halle
- 1985 • Válogatás tíz év képeiből, Rózsa Ferenc Művelődési Ház, Budapest • Hungarocoop Galéria, Budapest
- 1989 • Kontakte Fotogalerie, Halle • Forte Gyár, Vác
- 1990 • Szentendre [Wagner Ferenccel] • S. K. Galéria, Cegléd
- 1992 • Galerie und Vereinhaus, Weissenfels • Ifjúsági Ház, Eger
- 1995 • Art Galerie, Quedlinburg (D)
- 1996 • Debreceni Orvostudományi Egyetem Galéria, Debrecen • PIK Klubgaléria, Budapest • Napsugár Könyves Galéria, Budapest
- 1997 • Fotók a fákról, Ferihegy Galéria, Budapest

## Válogatott csoportos kiállítások
- 1974 • Életünk, Nagykanizsa • II. Országos Természetjáró Fotókiállítás, Nyíregyháza
- 1975 • III. Országos Természetjáró Fotókiállítás, Nyíregyháza
- 1982 • Második Fiatal Fotóművészek Stúdiója kiállítás, Magyar Nemzeti Galéria, Budapest • Dortmund • Esztergom • Tény-kép, Műcsarnok, Budapest
- 1984 • Fotóművész Alkotóház, Balmazújváros • Püspökladány
- 1987 • Magyar Fotográfia '87, Műcsarnok, Budapest
- 1992 • 52. International Photographic Salon of Japan
- 1993 • Magyar Fotográfia '93, Vigadó Galéria, Budapest
- 1994 • Nemzetközi kiállítás, Kaunas.

## Díjai
- Magyar Fotóművészek nívódíja
- Salon of Japan arany plakett
- Salao de Fotografia International bronz medál
- Nemzetközi Világörökség Fotópályázat UNESCO-díj, a XVIII. Esztergomi Fotográfiai Biennálé megosztott nagydíj.